# Лутоха
Луто́ха (рос. Лутоха, удм. Лутоха) — присілок у складі Кіясовського району Удмуртії, Росія.
Населення — 149 осіб (2010; 187 у 2002).
Національний склад:
- росіяни — 90 %